# ブルゴーニュ公国

ブルゴーニュ公国
Duché de Bourgogne

1465年–1477年の「ブルゴーニュ公国」

918年–1477年の「ブルゴーニュ公国」

ブルゴーニュ公国（ブルゴーニュこうこく、仏: duché de Bourgogne）は、ブルゴーニュ公の支配領域ないしその支配体制をいう。
特に、14世紀から15世紀のヴァロワ＝ブルゴーニュ家時代において、ブルゴーニュ公、ブルゴーニュ伯、フランドル伯等の同君連合を端に、今日のフランス東部からドイツ西部にかけて一大勢力を築き上げ、英仏百年戦争の趨勢に影響を与えるに至った。

## 名称について
Duché de Bourgogne（デュシェ・ド・ブルゴーニュ）、直訳すれば「ブルゴーニュ公国」の他、État bourguignon（エタ・ブルギニョン）、直訳すれば「ブルゴーニュ国家」の名称も通称される。これは、ヴァロワ＝ブルゴーニュ家時代に、同地が中央集権的な国家機構を具備し始めていたことに起因する。ブルゴーニュ公領の農業地帯、フランドル伯領のヘントやブルッヘに象徴される工業・商業地帯を抱え、さらに勅令隊（常備軍）まで有するに至った。
各言語での地域名は下記の通り。かつてのブルグント王国の領域であることに由来する。
- フランス語：ブルゴーニュ（Bourgogne）
- ドイツ語：ブルグント（Burgund）
- 英語：バーガンディ（Burgundy）

## 歴史

### ヴァロワ＝ブルゴーニュ家成立まで

#### フランドル問題
羊毛の産地であるイングランドと、毛織物産業の生産地であるフランドル地域には、商品経済関係が成立していた。百年戦争に先立ち、イングランド王エドワード3世は、1336年に羊毛を禁輸した。フランドルの諸都市の基幹産業に大きな打撃を与え、ヤコブ・ヴァン・アルテベルデによる反乱が生起した。フランス王の封臣であるフランドル伯ルイ1世は、フランスに亡命し、諸都市はイングランドを支持した。イングランド軍は、1338年にフランドルに侵攻し、同地は百年戦争序盤の要地となった。
1345年にアルテベルデが死去すると、ルイ1世はフランドルへ帰還するが、翌1346年のクレシーの戦いで戦死した。

#### カペー系の断絶
ブルゴーニュ公領は、1031年からカペー家傍系のブルゴーニュ家が支配していた。最後の当主フィリップ1世が1361年に早世すると、同地はフランス国王の直轄領となった。
1363年、フランス国王シャルル5世（賢明王）は、弟のフィリップをブルゴーニュ公に封じた（豪胆公/ル・アルディ）。一方、フランドル伯ルイ2世は、明らかにイングランド寄りの姿勢を見せ、同年、エドワード3世は三男ヨーク公エドマンドと、ルイ2世の唯一の後継者マルグリットを結婚させようとした。シャルル5世はこれを妨害し、弟のフィリップ豪胆公とマルグリットを結婚させた。
1369年6月13日、ブルゴーニュ公フィリップ2世と、ブルゴーニュ女伯・フランドル女伯マルグリット3世の結婚により、広大な同君連合が成立した。

### フランス王国内の抗争
百年戦争は膠着し、1380年9月にシャルル5世が崩御する。11歳のシャルル6世（狂気王）が即位し、フィリップ豪胆公をはじめ王のおじたちは1380年11月30日に、協同統治の盟約を結んだ。シャルル6世から見て、父王シャルル5世の弟であるアンジュー公ルイはナポリへ、ベリー公ジャンは美術品蒐集に、母后ジャンヌ・ド・ブルボンの兄ブルボン公ルイはマーディア十字軍に関心を示したため、フィリップ豪胆公がフランス国政に影響力を持った。
1385年、長男ジャンとバイエルン公の三女マルグリット、長女マルグリットとバイエルン公の長男ヴィルヘルム2世を縁組させた（カンブレー二重結婚）。
1388年にシャルル6世は親政を開始し王弟オルレアン公ルイらを重用したため、フィリップ豪胆公とも対立を深めた。ところが、シャルル6世は1392年8月に精神障害（ガラス妄想）の発作を起こして以降、1400年頃までに統治が不可能な状態となった。国王の代弁者は王妃イザボーであり、王妃は王弟オルレアン公ルイと愛人関係になったため、オルレアン派が勢力を増した。この間、1396年3月11日にはパリにおいて、1426年までの全面休戦協定が結ばれ、百年戦争は一時休戦となった。
1404年にフィリップ豪胆公の逝去した後も、ジャン1世（無怖公/サン・プール）を中心にブルゴーニュ派を形成した。1407年11月23日、ブルゴーニュ派はオルレアン公ルイを暗殺した。オルレアン派は、1411年にルイの息子シャルルを盟主に、シャルルの舅アルマニャック伯ベルナール7世を中心としたアルマニャック派と名を変え、以後、武力行使を含む内乱の様相を呈するに至った。

### 百年戦争の再開、政敵の弱体化
1411年にブルゴーニュ派が、1412年にアルマニャック派が、それぞれイングランドに増援を要請した。これに対し、ヘンリー4世は、消極的な派兵に留めていた。ところが、1413年3月20日にヘンリー4世が崩御し、野心家のヘンリー5世が即位すると、ヘンリー5世は1415年8月にフランスへ再侵攻を開始する。両派閥が対立したまま、10月25日、アジャンクールの戦いでフランスは大敗を喫し、オルレアン公シャルルも捕虜になった。
アルマニャック派は、シャルル6世の王子達をはじめ有力者を喪い、弱体化した。
アルマニャック派の頭目は、王太子(ドーファン)シャルルとなり、パリに政府を立て、母后イザボ―も追放した。ジャン無怖公はイザボーに接近し、1418年にパリに入城して実権を持つとともに、親イングランド政策をとった。ところが、イングランドの進撃は続き、1419年7月31日にブルゴーニュ派のポントワーズが陥落してパリをも窺う情勢になると、ジャン無怖公は王太子及びアルマニャック派との和解を企図する。同年9月10日、シャルル王太子との会談に臨んだ際、ジャン無怖公は、12年前の報復として王太子の側近タンギー・デュ・シャテルに殺害される（ジャン無怖公暗殺）。

### アングロ・ブルギニョン同盟
23歳でブルゴーニュ公位を継承したフィリップ3世（善良公/ル・ボン）は、直ちにイングランドとの交渉を行い、同年12月2日には妹アンヌとベッドフォード公ジョン・オブ・ランカスターの結婚を含む「アングロ・ブルギニョン同盟」（イングランド・ブルゴーニュ同盟）を結んだ。
この結果、ブルゴーニュ派は狂気王シャルル6世と王妃イザボーを擁して、和平条約締結を推進でき、1420年5月21日にトロワ条約として結実した。これにより、ヘンリー5世とシャルル6世の王女キャサリン（仏：カトリーヌ）が婚姻し、シャルル王太子が廃嫡され、シャルル6世の崩御後はイングランド・フランス二重王国として両国・両王家が統合されるはずであった。ヘンリー5世は1422年8月31日に崩御し、シャルル6世は1422年10月21日に崩御したため、生後9か月のヘンリー6世が即位した。シャルル王太子はトロワ条約を否定した。

### ネーデルランド継承問題
フィリップ善良公にとって、アルマニャック派の掃討より重大な関心事は、ネーデルランド継承問題であった。1424年、エノー伯領・ホラント伯領・ゼーラント伯領の3伯領をめぐり、その後継者であるジャクリーヌと戦争が勃発する。
1428年7月、デルフトの和約により、フィリップ善良公は同地の支配権を得、1432年に各領地がフィリップに帰属した。

### アルマニャック派との和解
1428年10月、イングランド及びブルゴーニュ軍は、アルマニャック派の拠点であるオルレアンを包囲した（オルレアン包囲戦）。ところが、ジャンヌ・ダルクがシャルル王太子に加勢して撤退を余儀なくされる。王太子はパテーの戦いでも勝利し、7月に念願の戴冠式を執り行うことができた。1430年5月のコンピエーニュ包囲戦でブルゴーニュ軍のリニー伯ジャン2世がジャンヌを捕らえ、同盟関係からイングランドに引き渡す。ジャンヌは翌1431年5月に火刑に処された。
同年12月、リールでフィリップ善良公とフランス王家は休戦に合意し、1435年9月21日にアラスの和約が締結された。無怖公暗殺に対する謝罪をはじめ、ブルゴーニュ側に譲歩した内容であった。アングロ・ブルギニョン同盟に替わり「フランコ・ブルギニョン同盟」（フランス・ブルゴーニュ同盟）が結ばれ、実際の支援以上に国民感情に対する影響が大であった。

### 文化的成熟
フィリップ善良公は、1419年に本拠地をディジョンからブルッヘへ移し、各地に「プリンゼンホフ」を構え、特にブルッヘに好んで滞在した。宮廷が存在することで、芸術家がパリ等へ出稼ぎに行く必要が無く、ブルッヘをはじめとする各都市での活動が可能になった。フランデレン地域は、北方ルネサンスの一翼を担い、ヨーロッパ美術における重要な役割を果たした。
1430年1月10日、善良公とポルトガル王女イザベルとの婚礼を機に、金羊毛騎士団が創設された。これは十字軍を念頭に、壮麗な儀式が繰り広げられ、ブルゴーニュ貴族の身分、地位及びアイデンティティを象徴した。また、ブルゴーニュ及び周辺諸国の諸侯を儀礼体系に組み込む、外交的な意図があった。

### ブルゴーニュ戦争
1467年にフィリップ善良公が逝去すると、野心家のシャルル（突進公/ル・テメレール）が公位を継承した。シャルル突進公は勢力拡大を目論んで戦闘を行う。
また、ブルゴーニュ公国の王国への昇格及び神聖ローマ皇帝位への野心から、1476年に神聖ローマ皇帝フリードリヒ3世の嫡男マクシミリアンとひとり娘マリーを婚約させた。
特に1474年からは、ロートリンゲン地方、スイス北西部への拡張を画策してブルゴーニュ戦争を起こすが、1477年1月5日にナンシー近郊で戦死した。

### ブルゴーニュ継承戦争
マリー女公は、各都市から突進公への反発が噴出し、2月11日には、已む無く大特許状を容認した。忠臣であるウィレム・ユゴネ及びランバークール伯ギィ・ファン・ブリモーが処刑され、義母マルグリットとも引き離され、孤立無援となった。また、1～6月までの間に、フランス王ルイ11世もブルゴーニュ公領（フランシュ＝コンテ）、エノー、ネーデルラントに近いピカルディーやアルトワを占拠した。
そこで、マリーは婚約者マクシミリアンに婚約の履行を求め、二人は8月に結婚した。1479年8月7日、マクシミリアンはギネガテの戦いでフランス軍を撃退し、安定的な統治を行うかに見えた。
しかし、1482年3月にマリーが落馬事故で急逝すると、フランス王の煽動も相まって再び反乱が起き、12月に締結されたアラスの和約によって、フランス側への譲歩を余儀なくされる。嫡男フィリップ（美公）の摂政の地位を事実上剥奪されながらもマクシミリアンは戦いを継続することとなった。

### 終焉
1483年から反撃を開始し、各都市を相次いで開城させたマクシミリアンは、1485年7月にヘントに入城する。フランス軍や叛徒を追放または死刑にすると、大特許状による特権も剥奪して、フランドル市民を恭順させた。
マリーとマクシミリアンの孫神聖ローマ皇帝カール5世の代になり、イタリア方面での権益と引き換えに、ブルゴーニュ公領もフランスに帰属した（貴婦人の和約）。

## ヴァロワ家時代のブルゴーニュ公

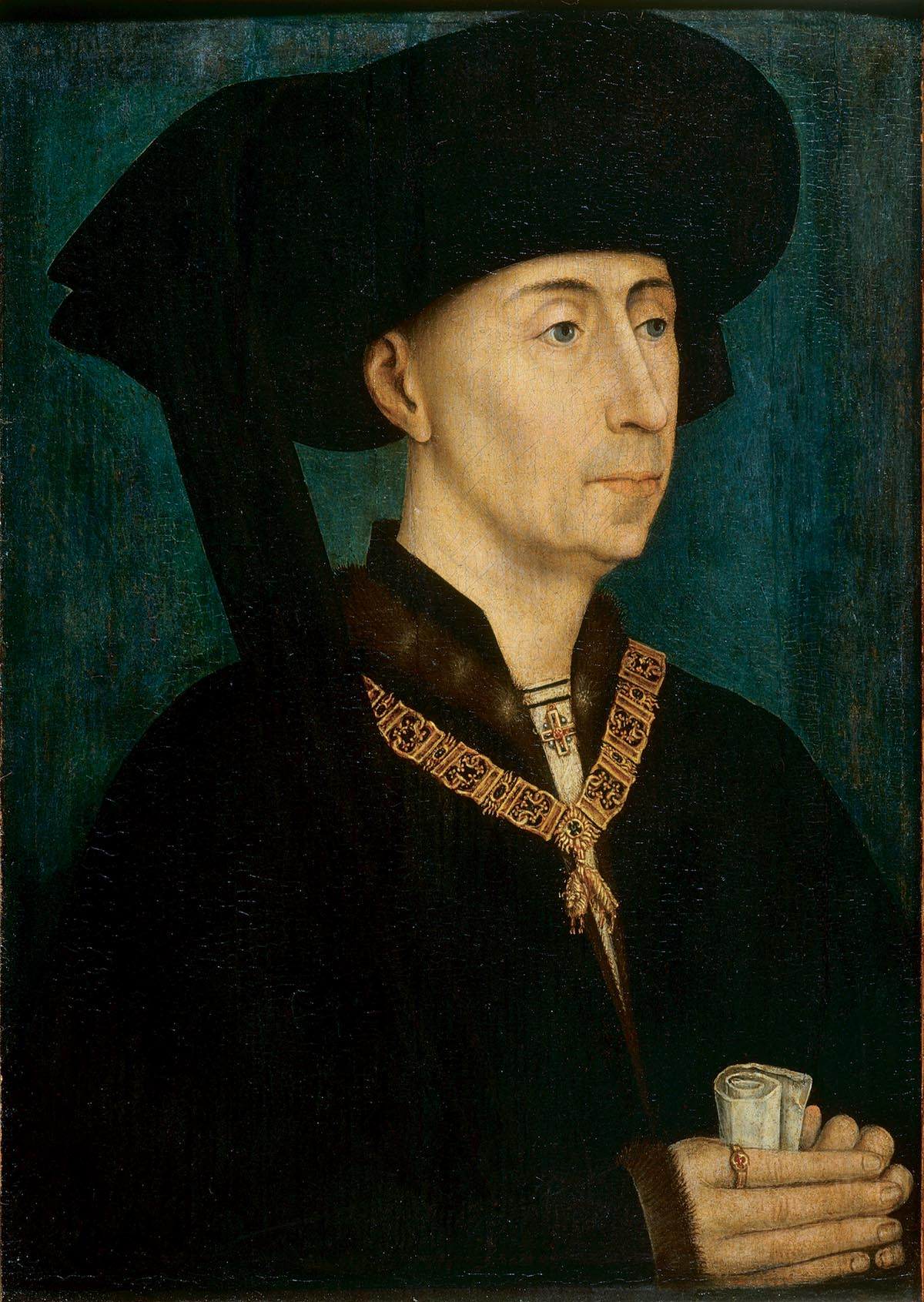
フィリップ善良公

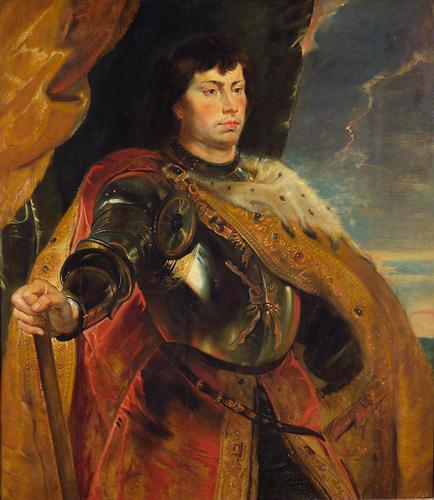
シャルル突進公（ルーベンス画）

他の時代のブルゴーニュ公についてはブルゴーニュ公一覧を参照。

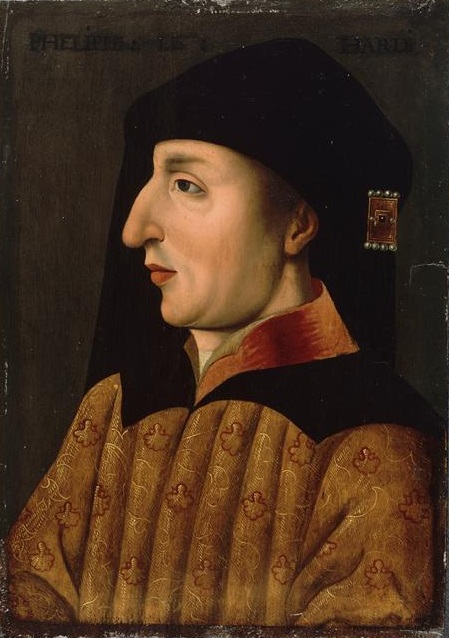
フィリップ豪胆公

（大胆公・豪勇公とも、仏：Philippe le Hardi（フィリップ・ル・アルディ） 1342年 - 1404年、在位：1363年 - 1404年）
ヴァロワ朝のフランス王ジャン2世（善良王）の四男で、シャルル5世の弟。1363年にブルゴーニュ公に封ぜられた。1384年にフランドル女伯及びブルゴーニュ女伯マルグリットと結婚したことで、一大勢力となる。

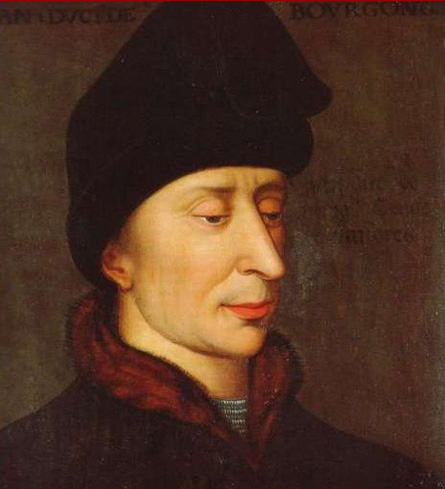
ジャン無怖公

（無畏公とも、仏：Jean sans peur（ジャン・サン・プール） 1371年 - 1419年、在位：1404年 - 1419年）
狂王シャルル6世の摂政権を巡ってオルレアン公ルイと対立した結果、ルイを暗殺してパリを支配したが、自らも王太子シャルル（シャルル7世）に暗殺された。以後、ブルゴーニュ派はイングランド王国と同盟してシャルルおよびアルマニャック（オルレアン）派と戦い、百年戦争は新たな局面を迎えた。
フィリップ善良公

（仏：Philippe le Bon（フィリップ・ル・ボン） 1396年 - 1467年、在位：1419年 - 1467年）
安定した統治を行い、所領を拡大した。金羊毛騎士団を創設し、騎士道文化が最盛期を迎えた。ファン・エイク兄弟などのフランドル派絵画や、ブルゴーニュ楽派の音楽はヨーロッパで最高水準のものとなった（北方ルネサンス）。百年戦争では引き続きイングランド側につき、1430年にはジャンヌ・ダルクを捕らえ、イングランド軍に引き渡した。
シャルル突進公

（勇胆公、無鉄砲公、猪突公とも、仏：Charles le Téméraire（シャルル・ル・テメレール） 1433年 - 1477年、在位：1467年 - 1477年）
領土拡大を夢見て、無謀なブルゴーニュ戦争を行った。一人娘マリーとハプスブルク家のマクシミリアンの結婚を承諾したのち、ナンシーの戦いで戦死した。

## ブルゴーニュ公国崩壊後の君主

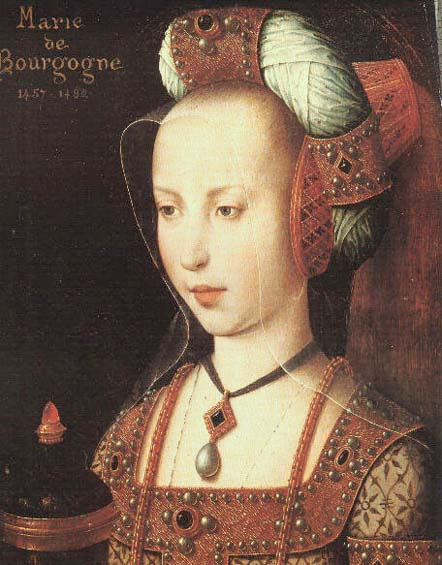
マリー女公

（Marie 1457年 - 1482年、在位：1477年 - 1482年）
父シャルル突進公の死後、フランス王ルイ11世の煽動により反乱が起こり、一時幽閉される。そこで婚約者マクシミリアンに救援を求め、結婚する。ブルゴーニュはフランス王領に編入されるが、ギネガテの戦いの勝利によりネーデルランドとフランシュ＝コンテは確保する。マリーとマクシミリアンの共同統治となるが夫婦仲は極めて良く、共に領内を歴訪し支持を集める。しかしマリーは落馬事故にてあえなく落命する。ヴァロワ＝ブルゴーニュ家男系が絶えたため、2人の息子フィリップ美公が相続した。公位と所領はその後、美公の長男である神聖ローマ皇帝カール5世からスペイン・ハプスブルク家へと継承されたが、それも貴婦人の和約によってイタリア方面の権益と引き換えに放棄することになる（伯領は保持）。そしてハプスブルク（オーストリア・ハプスブルク君主国）とフランス王家との対立は、18世紀中頃の外交革命まで続くことになる。

## 経済・文化の中心地
フランドル地方の産業と貿易
ヴァロワ系ブルゴーニュ公国の支配していたフランドルは、ヨーロッパの主力な輸出品であった毛織物の産地で、これを中心にした経済の一大中心地であった。
ルネサンスの文化は全般にイタリアが中心であったが、15世紀に絵画・音楽の分野ではイタリア以上の発展を示した。
絵画
フィリップ善良公の頃、ヤン・ファン・エイク（1390年頃 - 1441年）は油彩画の技法を完成させた。代表作に「ヘントの祭壇画」がある。
音楽
音楽史では、ルネサンス音楽の発展で知られている。ギヨーム・デュファイ（1400年頃 - 1474年）はフランドルのカンブレ（現在はフランスの領内）で生まれで、イタリアに移って活躍した。1437年にカンブレへ戻ってからも多数の作曲を行い、デュファイを中心にブルゴーニュ楽派と呼ばれるグループが作られた。
（のち、16世紀にはフランドル楽派）